# RUNE II 〜コルテンの鍵の秘密〜
『RUNE II 〜コルテンの鍵の秘密〜』（ルーン2 コルテンのかぎのひみつ）は、2003年5月23日にフロム・ソフトウェアからニンテンドー ゲームキューブ用ソフトとして発売されたカードアクションRPG。
前年に発売された『RUNE』の続編である。本作は発売前に体験版がゲーム雑誌『ニンテンドードリーム』に付属された。この体験版ではリズのコスチュームが専用のものとなっている。海外版は『LostKingdomsⅡ』というタイトルでリリースされている。

## 概要
フロム・ソフトウェアのニンテンドーゲームキューブ参入ソフト第2弾。前作からの追加点は、
- カードの種類が大幅に増加した
- カードのデザインが全て一新
- カメラの位置を自由に変えられる様になった
- 属性に機械族が追加
- カードの種類に主人公がモンスターに変化する「変化型」クリーチャーが追加
- 戦闘が前作の様に別空間で行なわれなくなった
- ロックオン機能が追加され、それぞれのクリーチャーだけに狙いを絞れるようになった
- VSモードで他キャラクターを使える様になった
- ステージ中でカードを捨てても、デッキの一番下に戻る様になった
- 「Zエフェクト」というコマンドで、弱いカードでも戦況を一転できる様になった
- 特定のカード同士で強力なコンボが使える様になった
- エンディングが2パターンになった
- 前作のBGMがカードで聞ける様になった

変更点もあり
- 音声が英語になった（製作中では日本語だった）
- ロード中のNOWーLOADINGの文が動かせなくなった
- クリーチャーが6体全くの別物に変わった
- 特定のクリーチャーが召喚型から武器型に変わった
- 敵クリーチャーを捕まえるのに「キャプチャーカード」という専用カードが必要になった
- ダメージ量による移動速度の減速、息切れなどが前作よりも激しくなった

以上の様な追加点と変更点がある。前作同様、主人公に女性を起用。

## 登場人物
リズ
本作の主人公。幼少期に捨てられてしまい、盗賊団「蝶の目」団長ヴィクトールに気まぐれで拾われ、現在に至る。クリーチャーを扱う事の出来る、「蝶の目」唯一の「鍵」の持ち主。しかし、「鍵」を使えるが故ヴィクトールからは仕事を押し付けられるばかりであった。拾われたのも、おそらくは「鍵」でクリーチャーを扱える為だったのかもしれない。その後コルテンの王であるマッコイ8世から自身の持っている「鍵」を狙われ、襲われる。現オランジュ国女王と容貌が瓜二つで、しばしば女王と間違えられる。過去の記憶を無くし、度々謎の「少女」と出会う。
ソル
「蝶の目」の一員。常にリズを見守っていて、リズの仕事をサポートしようとするもヴィクトールに反対されてしまう事も。団員唯一の剣術使いで、特定のステージではリズと共に戦う（但し彼が戦闘不能になった場合は強制的にギブアップになる）。リズの過去を知っている。
プレイヤーの行動次第で彼の結末は大きく変わる。
ヴィクトール
盗賊団「蝶の目」の団長。リズの育ての親。団長ではあるが当本人はさほど仕事をしておらず、大体はリズなどに押し付けている。コルテンによる盗賊狩りで「蝶の目」のアジトを奇襲され、腹いせにコルテンの鍵を盗もうとする。
リュシエンヌ
現在のオランジュ国の女王。リズの事を知っているようだが、何故か出会った時から憎悪感を剥き出しにし、リズの「鍵」を強引に奪った上、彼女を幽閉する。